# Sporting Club de Gagnoa
Lo Sporting Club de Gagnoa è una società calcistica ivoriana con sede nella città di Gagnoa. Milita nella Ligue 1, la massima divisione del campionato ivoriano. La squadra gioca le partite casalinghe allo Stade Victor Biaka Boda.

## Palmarès

### Competizioni nazionali
- Campionato ivoriano: 1

1976
- Coppa Félix Houphouët-Boigny: 2

1976, 1978

### Altri piazzamenti
- Campionato ivoriano:

Secondo posto: 2017-2018
Terzo posto: 2014-2015, 2015-2016
- Coppa della Costa d'Avorio:

Finalista: 1971, 1975, 1978, 1979, 1984, 1985, 1990
- Coppa Félix Houphouët-Boigny:

Finalista: 2018